# Louis Botha

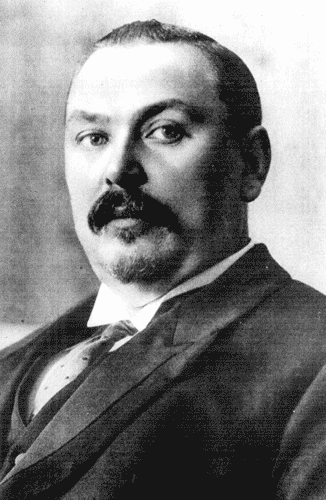
Louis Botha, quando primeiro-ministro

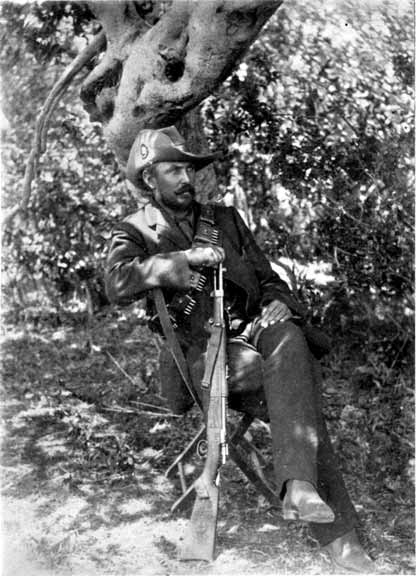
Louis Botha em uniforme de campanha

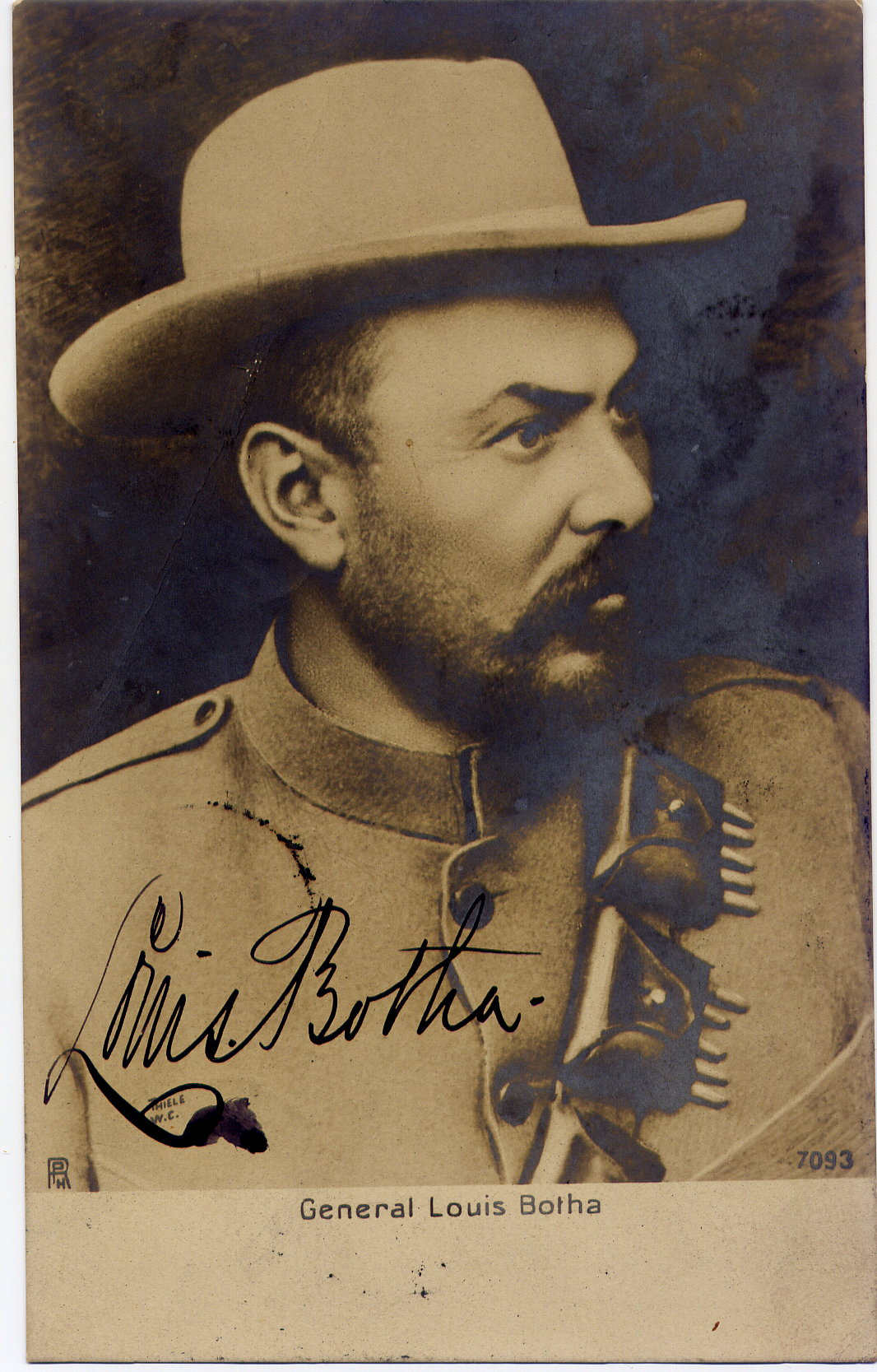
Kommandantgeneraal Louis Botha em uniforme de campanha

Louis Botha (Greytown, hoje no KwaZulu-Natal, 27 de setembro de 1862 — Pretória, 27 de agosto de 1919), militar e líder africâner, foi o primeiro primeiro-ministro da União da África do Sul, o Estado que antecedeu a actual África do Sul. Durante seu governo, adotou as primeiras leis de segregação racial, que precederam o apartheid, tal como a proibição de os não brancos quebrarem um contrato de trabalho e de se tornarem membros da Igreja Reformada Holandesa. Para além de uma carreira política distinta, que culminou no cargo de primeiro-ministro da União Sul-Africana, destacou-se como comandante militar durante a Segunda Guerra Anglo-Bóer, na qual conseguiu algumas das mais significativas vitórias bóer. Também teve um papel determinante na tomada do Sudoeste Africano Alemão durante a Primeira Guerra Mundial, pondo termo à presença colonial alemã no sul da África.

## Biografia
Nasceu em Greytown, actualmente parte do KwaZulu-Natal, um dos 13 filhos do casal Louis Botha (26 de fevereiro de 1827 – 5 de julho de 1883) e Salomina Adriana van Rooyen (31 de março de 1829 – 9 de janeiro de 1886).
Foi eleito membro do parlamento do Transvaal em 1897, em representação do distrito de Vryheid. Dois anos mais tarde, Botha combateu na Segunda Guerra Anglo-Boer, inicialmente sob o comando de Lucas Meyer no norte do Natal, e depois como general comandante das forças boer no norte do Natal, condição em que demonstrou uma impressionante capacidade táctica na Batalha de Colenso e depois na Batalha de Spioen Kop.
Após o falecimento de Petrus Jacobus Joubert, foi nomeado comandante-em-chefe das forças boer do Transvaal, onde voltou a demonstrar as suas capacidades de comando em Belfast-Dalmanutha. Winston Churchill revelou que o general Botha fora o comandante das forças que o capturaram durante uma emboscada a um comboio blindado que ocorreu a 15 de Novembro de 1899. O incidente é mencionado na obra de Arthur Conan Doyle intitulada The Great Boer War, publicada em 1902.
Após a perda de Pretória Botha liderou uma campanha de guerrilha contra as forças britânicas, em coordenação com grupos comandados por Koos de la Rey e Christiaan de Wet. O sucesso destas operações permitiu manter a resistência bóer na fase final da Guerra, a qual durou quase três anos.
Terminada a guerra anglo-bóer, Botha foi escolhido como um dos representantes da comunidade africânder nas negociações de paz de 1902, sendo um dos signatários do Tratado de Vereeniging. Após a concessão da autonomia ao Transvaal, em 1907, o General Botha foi escolhido por Lord Selborne para formar governo, e na Primavera daquele ano tomou parte na conferência de primeiros-ministros e chefes de governo do Império Britânico que se realizou em Londres. Durante a sua visita a Inglaterra, o general Botha declarou a adesão sincera do Transval ao Império Britânico e a sua intenção de trabalhar para o bem do país, independentemente das diferenças entre as comunidades de origem europeia ali residentes, que referiu como relações entre raças de brancos, implicando que os bóers/afrikaners seriam uma raça distinta dos sul-africanos de origem britânica.
No período de reconstrução sob ocupação britânica, Botha visitou a Europa, com de Koos de la Rey e Christiaan de Wet, com o objectivo de contratar empréstimos que permitissem a retoma económica das comunidades bóer. Botha, que ainda era considerado como o líder africânder, teve um papel proeminente na vida política da época, advogando sempre medidas que considerava como tendentes a manter a paz e a ordem pública e a restabelecer a prosperidade no Transval.
Ajudado pela sua folha de serviços durante a guerra contra os britânicos, Botha manteve um papel determinante na política africânder durante todo o período de reconstrução pós-guerra. Quando em 1907 o Transval recuperou a sua autonomia, agora como parte do Império Britânico, Botha foi escolhido a 4 de Março de 1907 para ocupar o cargo de Primeiro-Ministro, o primeiro na nova entidade política resultante da guerra.
Em 1911, em conjunto com outro herói bóer da guerra contra os britânicos, o general Jan Smuts, formou o South African Party (SAP ou Partido Sul-Africano). Visto por muitos como demasiado conciliador com a Grã-Bretanha, Botha teve de enfrentar diversas revoltas no interior do seu próprio partido e a oposição de James Barry Munnik Hertzog e do seu Partido Nacional. Quando a África do Sul obteve o estatuto de domínio da Coroa Britânica, em 1910, Botha foi escolhido para o cargo de primeiro-ministro da União Sul-Africana, sendo também o primeiro no cargo.
Quando se desencadeou a Primeira Guerra Mundial, Botha, ao tempo primeiro-ministro da União Sul-Africana, decidiu enviar tropas contra o Sudoeste Africano Alemão, procurando ocupar aquela colónia alemã. A decisão foi fortemente impopular, particularmente entre os bóer, ao ponto de provocar uma revolta armada, a Revolta Bóer. A sua determinação na luta contra os alemães no Sudoeste Africano, chegando ao ponto de comandar pessoalmente as tropas em campanha como seu comandante-em-chefe, foi determinante para a rápida rendição das tropas alemãs ali estacionadas e para o fim da campanha alemã contra as forças portuguesas no sul de Angola, então comandadas pelo general Pereira d'Eça.
Após o fim da Primeira Guerra Mundial liderou por algum tempo uma missão militar britânica na Polónia (a British Military Mission to Poland), destinada a avaliar o apoio a conceder à Segunda República Polaca durante a Guerra Polaco-Soviética. Nessa época defendeu que os termos do Tratado de Versalhes eram demasiado duros para as Potências Centrais, mas acabou por ser um dos signatários.
Botha esteve adoentado durante a maior parte do ano de 1919, sofrendo de fadiga e falta de vigor, aparentemente resultante da sua obesidade. A sua obesidade já se fazia notar e era objecto de comentários.
O general Louis Botha faleceu de insuficiência cardíaca a 27 de Agosto de 1919, nas primeiras horas da manhã. A sua esposa Annie estava com ele em casa, sendo depois acompanhada por Frans Vredenrijk Engelenburg, que tinha trabalhado como secretário privado de Botha. Botha foi sepultado no cemitério de Heroes Acre, em Pretória.
Winston Churchill escreveu na sua obra Great Contemporaries que: "Os três mais famosos generais que conheci na minha vida não ganharam qualquer grande batalha contra inimigos estrangeiros. Apesar disso, os seus nomes, que começam todos por "B", são nomes reconhecidos por todos. Eles são o General Booth, o General Botha e o General Baden-Powell..."
O escultor italiano Raffaello Romanelli produziu uma estátua equestre de Louis Botha que foi colocada frente ao edifício do parlamento, na Cidade do Cabo, África do Sul.

### História e ensaio
- Coetzer, Owen, The Anglo-Boer War: The road to Infamy, 1899-1900, Arms and Armour, 1996 (afirmando (p. 30) que Botha capturou Churchill numa emboscada a um comboio a 15 Nov 1899)
- Farwell, Bryon. The Great Boer War, Allen Lane, London, 1976. (o ponto de vista de Botha)
- Williams, Basil. Botha Smuts and South Africa, Hodder and Stoughton, London, 1946. (comentário à relação entre Smuts e Botha, que o autor intitula no último capítulo do livro como par nobile fratrum (p. 203)

### Ficção
- O'Brien, Antony. Bye-Bye Dolly Gray, Artillery Publishing, Hartwell, 2006. (tendo como personagem principal um heróico bóer)